# Kanton Saint-Paul-Cap-de-Joux
Der Kanton Saint-Paul-Cap-de-Joux war bis 2015 ein französischer Wahlkreis im Arrondissement Castres, im Département Tarn und in der Region Midi-Pyrénées. Hauptort war Saint-Paul-Cap-de-Joux. Vertreter im Generalrat des Départements war zuletzt von 2004 bis 2015 Laurent Vandendriessche (PS).
Der Kanton war 140,98 km² groß und hatte 3661 Einwohner, was einer Bevölkerungsdichte von 26 Einw./km² entsprach. Im Mittel lag er 215 Meter über Normalnull, zwischen 115 und 350 Meter. 

## Gemeinden
Der Kanton bestand aus zehn Gemeinden:
| Gemeinde               | Einwohner Jahr | Fläche km² | Bevölkerungsdichte | Code INSEE | Postleitzahl |
| ---------------------- | -------------- | ---------- | ------------------ | ---------- | ------------ |
| Cabanès                | 265 (2013)     | 8,86       | 30 Einw./km²       | 81044      | 81500        |
| Damiatte               | 1.015 (2013)   | 31,78      | 32 Einw./km²       | 81078      | 81220        |
| Fiac                   | 914 (2013)     | 25         | 36 Einw./km²       | 81092      | 81500        |
| Magrin                 | 133 (2013)     | 8,07       | 16 Einw./km²       | 81151      | 81220        |
| Massac-Séran           | 344 (2013)     | 8,52       | 40 Einw./km²       | 81159      | 81500        |
| Prades                 | 138 (2013)     | 5,24       | 26 Einw./km²       | 81212      | 81220        |
| Pratviel               | 82 (2013)      | 7,11       | 12 Einw./km²       | 81213      | 81500        |
| Saint-Paul-Cap-de-Joux | 1.097 (2013)   | 17,01      | 64 Einw./km²       | 81266      | 81220        |
| Teyssode               | 394 (2013)     | 22,88      | 17 Einw./km²       | 81299      | 81220        |
| Viterbe                | 355 (2013)     | 6,51       | 55 Einw./km²       | 81323      | 81220        |